# Jan Náprstek
Jan Náprstek (1. prosince nebo 2. prosince 1858 Hostouň – 11. června 1935 Hostouň) byl rakouský politik české národnosti z Čech, na počátku 20. století poslanec Říšské rady.

## Biografie
Uvádí se jako majitel hospodářství v Lhotě. Byl aktivní i v komunální a regionální politice jako obecní starosta v Houstouni a okresní starosta v Unhošti. Takto je uváděn v únoru 1899. V listopadu 1900 byl opětovně zvolen okresním starostou.
Působil i jako poslanec Říšské rady (celostátního parlamentu Předlitavska), kam usedl ve volbách roku 1907, konaných poprvé podle všeobecného a rovného volebního práva. Byl zvolen za obvod Čechy 068. Po volbách roku 1907 usedl do poslaneckého Klubu českých agrárníků.